# False Pass
False Pass es una ciudad ubicada en el borough de Aleutianas Orientales en el estado estadounidense de Alaska. En el año 2000 tenía una población de 55 habitantes y una densidad poblacional de 0,3 personas por km².

## Geografía
False Pass se encuentra ubicada en las coordenadas 54°49′40″N 163°23′57″O / 54.82778, -163.39917.

## Demografía
Según la Oficina del Censo en 2000 los ingresos medios por hogar en la localidad eran de $49.375, y los ingresos medios por familia eran $70.625. Los hombres tenían unos ingresos medios de $23.750 frente a los $37.083 para las mujeres. La renta per cápita para la localidad era de $21.465. Alrededor del 8,0% de la población estaban por debajo del umbral de pobreza.